# Plectorhinchus gaterinoides
Plectorhinchus gaterinoides es una especie de peces de la familia Haemulidae en el orden de los Perciformes.

## Morfología
• Los machos pueden llegar alcanzar los 40 cm de longitud total.

## Distribución geográfica
Se encuentra desde el Mar Rojo hasta Nueva Caledonia, las Islas Ryukyu y República de Palau.